# برای همیشه، لولو (فیلم ۲۰۰۰)
برای همیشه، لولو (به انگلیسی: Forever, Lulu) فیلمی محصول سال ۲۰۰۰ و به کارگردانی جان کایه است. در این فیلم بازیگرانی همچون ملانی گریفیث، پنه‌لوپه آن میلر، پاتریک سوویزی، جوزف گوردون لویت، ریچارد شیف، آنی کورلی، لی گارلیگتون و مایکل جی. پولارد ایفای نقش کرده‌اند.